# 39e méridien est
En géographie, le 39e méridien est est le méridien joignant les points de la surface de la Terre dont la longitude est égale à 39° est.

## Géographie

### Dimensions
Comme tous les autres méridiens, la longueur du 39e méridien correspond à une demi-circonférence terrestre, soit 20 003,932 km. Au niveau de l'équateur, il est distant du méridien de Greenwich de 4 341 km,.
Avec le 141e méridien ouest, il forme un grand cercle passant par les pôles géographiques terrestres.

### Régions traversées
En commençant par le pôle Nord et descendant vers le sud au pôle Sud, Le 39e méridien est passe par:
| Coordonnées          | Pays, territoire ou mer | Notes                                                     |
| -------------------- | ----------------------- | --------------------------------------------------------- |
| 90° 00′ N, 39° 00′ E | Océan Arctique          |                                                           |
| 80° 23′ N, 39° 00′ E | Mer de Barents          |                                                           |
| 68° 33′ N, 39° 00′ E | Russie                  | Péninsule de Kola                                         |
| 68° 06′ N, 39° 00′ E | Mer Blanche             |                                                           |
| 64° 43′ N, 39° 00′ E | Russie                  |                                                           |
| 49° 48′ N, 39° 00′ E | Ukraine                 |                                                           |
| 47° 52′ N, 39° 00′ E | Russie                  |                                                           |
| 47° 16′ N, 39° 00′ E | Mer d'Azov              | Baie de Taganrog                                          |
| 46° 59′ N, 39° 00′ E | Russie                  | Passe juste à l'est de Krasnodar (à 45° 02′ N, 38° 58′ E) |
| 44° 09′ N, 39° 00′ E | Mer Noire               |                                                           |
| 41° 02′ N, 39° 00′ E | Turquie                 |                                                           |
| 36° 42′ N, 39° 00′ E | Syrie                   |                                                           |
| 33° 28′ N, 39° 00′ E | Irak                    |                                                           |
| 33° 09′ N, 39° 00′ E | Jordanie                |                                                           |
| 32° 00′ N, 39° 00′ E | Arabie saoudite         |                                                           |
| 22° 42′ N, 39° 00′ E | Mer Rouge               |                                                           |
| 21° 59′ N, 39° 00′ E | Arabie saoudite         |                                                           |
| 21° 50′ N, 39° 00′ E | Mer Rouge               |                                                           |
| 17° 07′ N, 39° 00′ E | Érythrée                | Passe juste à l'est de Asmara                             |
| 14° 35′ N, 39° 00′ E | Éthiopie                |                                                           |
| 3° 32′ N, 39° 00′ E  | Kenya                   |                                                           |
| 4° 31′ S, 39° 00′ E  | Tanzanie                |                                                           |
| 5° 27′ S, 39° 00′ E  | Canal de Zanzibar       | Entre la Tanzanie continentale et l'île de Zanzibar       |
| 6° 27′ S, 39° 00′ E  | Tanzanie                |                                                           |
| 11° 10′ S, 39° 00′ E | Mozambique              |                                                           |
| 17° 00′ S, 39° 00′ E | Océan Indien            |                                                           |
| 60° 00′ S, 39° 00′ E | Océan Austral           |                                                           |
| 69° 55′ S, 39° 00′ E | Antarctique             | Terre de la Reine-Maud, revendiquée par la Norvège        |